# قاسم بن محمد الغسانی
قاسم بن محمد الغسانی (عربی: قاسم بن محمد بن إبراهيم الغساني؛ زاده: ۱۵۴۸ - درگذشته: ۱۶۱۰) مشهور به الوزیر، پزشک و شاعری اهل فاس است که سلطان مولای زیدان وی را در یک هیئت دیپلماتیک مراکشی به هلند فرستاد.

## آثارش
- باغ گل
- سفر وزیر
- خواننده هوشیار